# Дьєпанталь
Дьєпанта́ль (фр. Dieupentale) — муніципалітет у Франції, у регіоні Окситанія, департамент Тарн і Гаронна. Населення — 1634 особи (01.01.2021).
Муніципалітет розташований на відстані близько 570 км на південь від Парижа, 32 км на північний захід від Тулузи, 19 км на південь від Монтобана.

## Історія
До 2015 року муніципалітет перебував у складі регіону Південь-Піренеї. Від 1 січня 2016 року належить до нового об'єднаного регіону Окситанія.

## Демографія
Динаміка населення (INSEE ):
Розподіл населення за віком та статтю (2006):
| Стать | Всього | До 15 років | 15-24 | 25-44 | 45-64 | 65-85 | Понад 85 |
| --- | ------ | ----------- | ----- | ----- | ----- | ----- | -------- |
| Чоловіки | 526    | 136         | 55    | 162   | 110   | 59    | 4        |
| Жінки | 495    | 89          | 46    | 157   | 106   | 80    | 17       |
| \| Статево-вікова піраміда \| Статево-вікова піраміда \| Статево-вікова піраміда \| \| ----------------------- \| ----------------------- \| ----------------------- \| \| Чоловіки \| Вік \| Жінки \| \| 4 \| 85 + \| 17 \| \| 21 \| 80-84 \| 17 \| \| 21 \| 75-79 \| 30 \| \| 13 \| 70-74 \| 25 \| \| 4 \| 65-69 \| 8 \| \| 13 \| 60-64 \| 34 \| \| 38 \| 55-59 \| 4 \| \| 21 \| 50-54 \| 30 \| \| 38 \| 45-49 \| 38 \| \| 47 \| 40-44 \| 34 \| \| 55 \| 35-39 \| 38 \| \| 47 \| 30-34 \| 55 \| \| 13 \| 25-29 \| 30 \| \| 25 \| 20-24 \| 25 \| \| 30 \| 15-20 \| 21 \| \| 47 \| 10-14 \| 21 \| \| 47 \| 5-9 \| 47 \| \| 42 \| 0-4 \| 21 \| |        |             |       |       |       |       |          |
| Статево-вікова піраміда |        |             |       |       |       |       |          |
| Чоловіки | Вік    | Жінки       |       |       |       |       |          |
| 4 | 85 +   | 17          |       |       |       |       |          |
| 21 | 80-84  | 17          |       |       |       |       |          |
| 21 | 75-79  | 30          |       |       |       |       |          |
| 13 | 70-74  | 25          |       |       |       |       |          |
| 4 | 65-69  | 8           |       |       |       |       |          |
| 13 | 60-64  | 34          |       |       |       |       |          |
| 38 | 55-59  | 4           |       |       |       |       |          |
| 21 | 50-54  | 30          |       |       |       |       |          |
| 38 | 45-49  | 38          |       |       |       |       |          |
| 47 | 40-44  | 34          |       |       |       |       |          |
| 55 | 35-39  | 38          |       |       |       |       |          |
| 47 | 30-34  | 55          |       |       |       |       |          |
| 13 | 25-29  | 30          |       |       |       |       |          |
| 25 | 20-24  | 25          |       |       |       |       |          |
| 30 | 15-20  | 21          |       |       |       |       |          |
| 47 | 10-14  | 21          |       |       |       |       |          |
| 47 | 5-9    | 47          |       |       |       |       |          |
| 42 | 0-4    | 21          |       |       |       |       |          |

## Економіка
2010 року серед 906 осіб працездатного віку (15—64 років) 751 була активною, 155 — неактивними (показник активності 82,9%, у 1999 році було 71,1%). З 751 активної мешканців працювало 650 осіб (343 чоловіки та 307 жінок), безробітними було 101 (45 чоловіків та 56 жінок). Серед 155 неактивних 52 особи були учнями чи студентами, 50 — пенсіонерами, 53 були неактивними з інших причин.

У 2010 році в муніципалітеті числилось 540 оподаткованих домогосподарств, у яких проживали 1444,5 особи, медіана доходів виносила 18 547 євро на одного особоспоживача

## пам'ятники

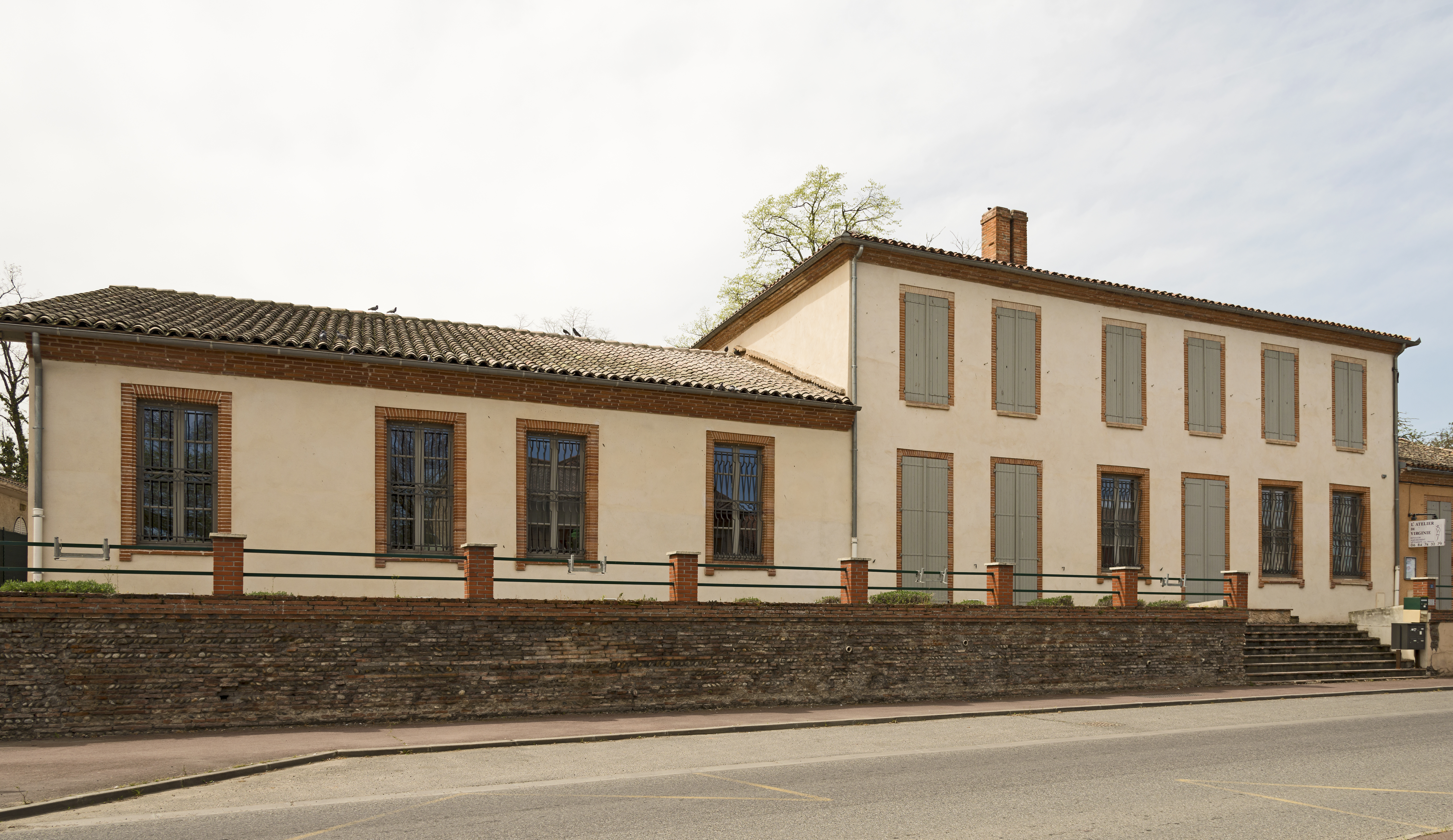
ратуша.
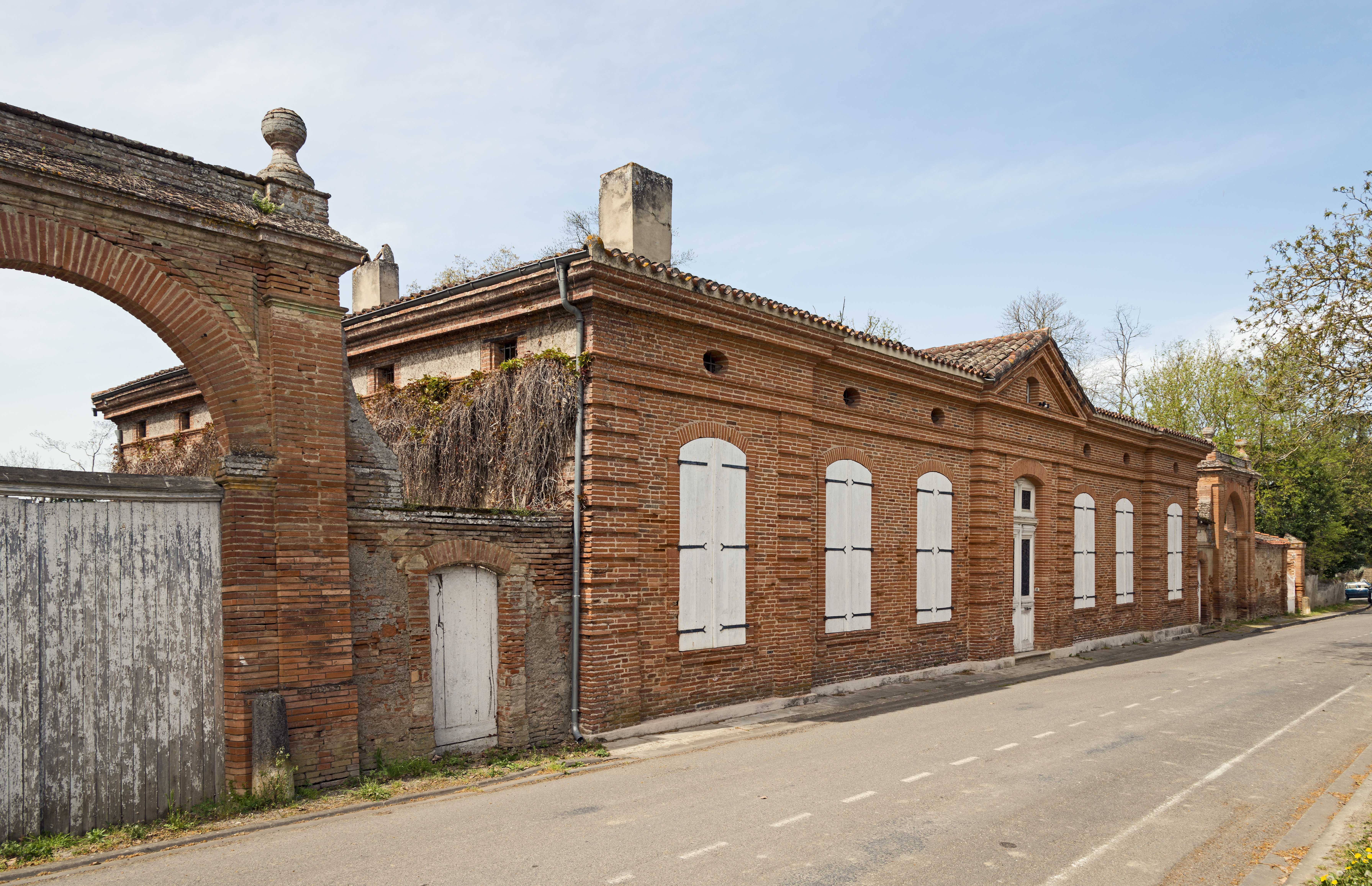
Замок де Laparre де Сент-Sernin.
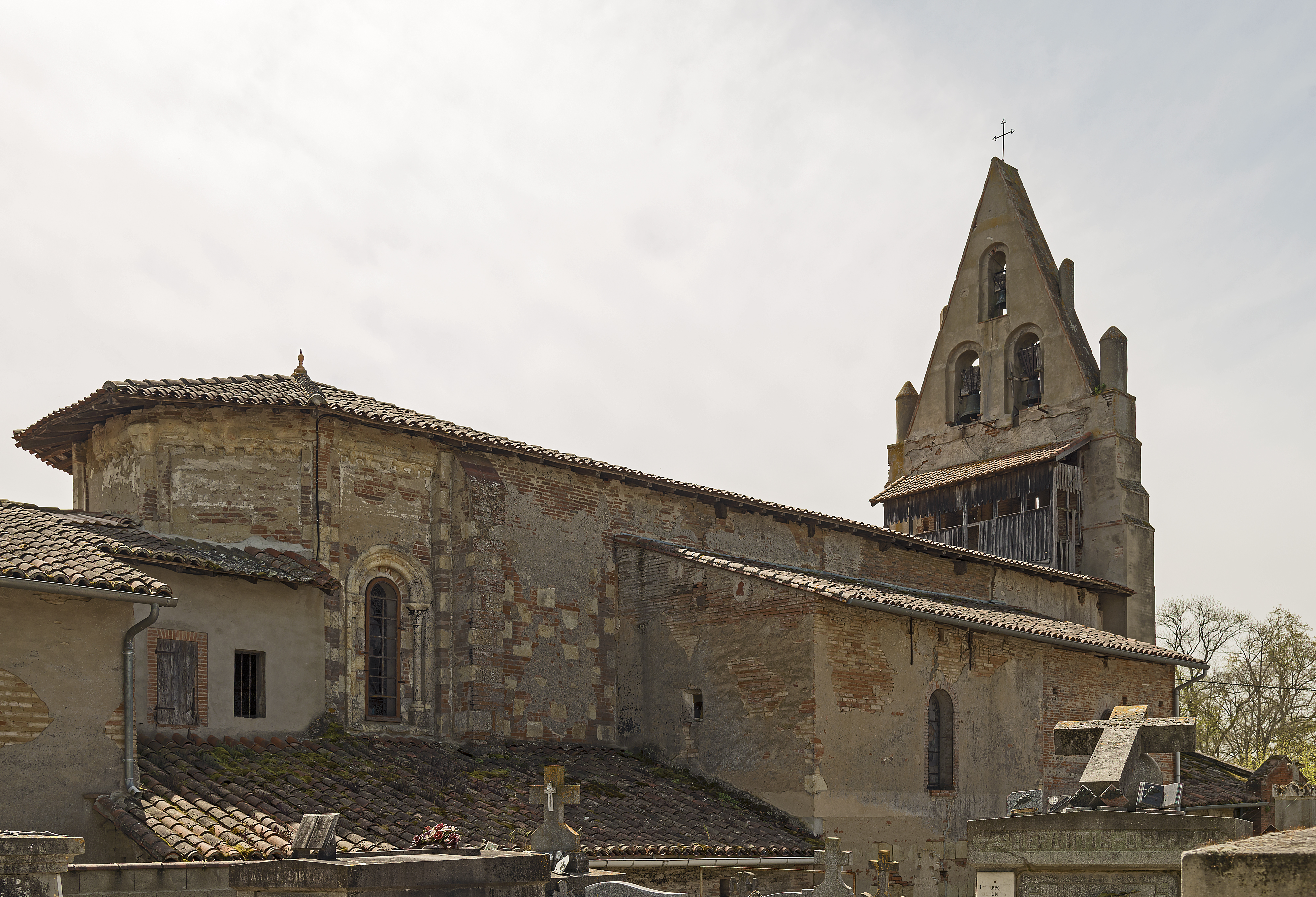
Церква.
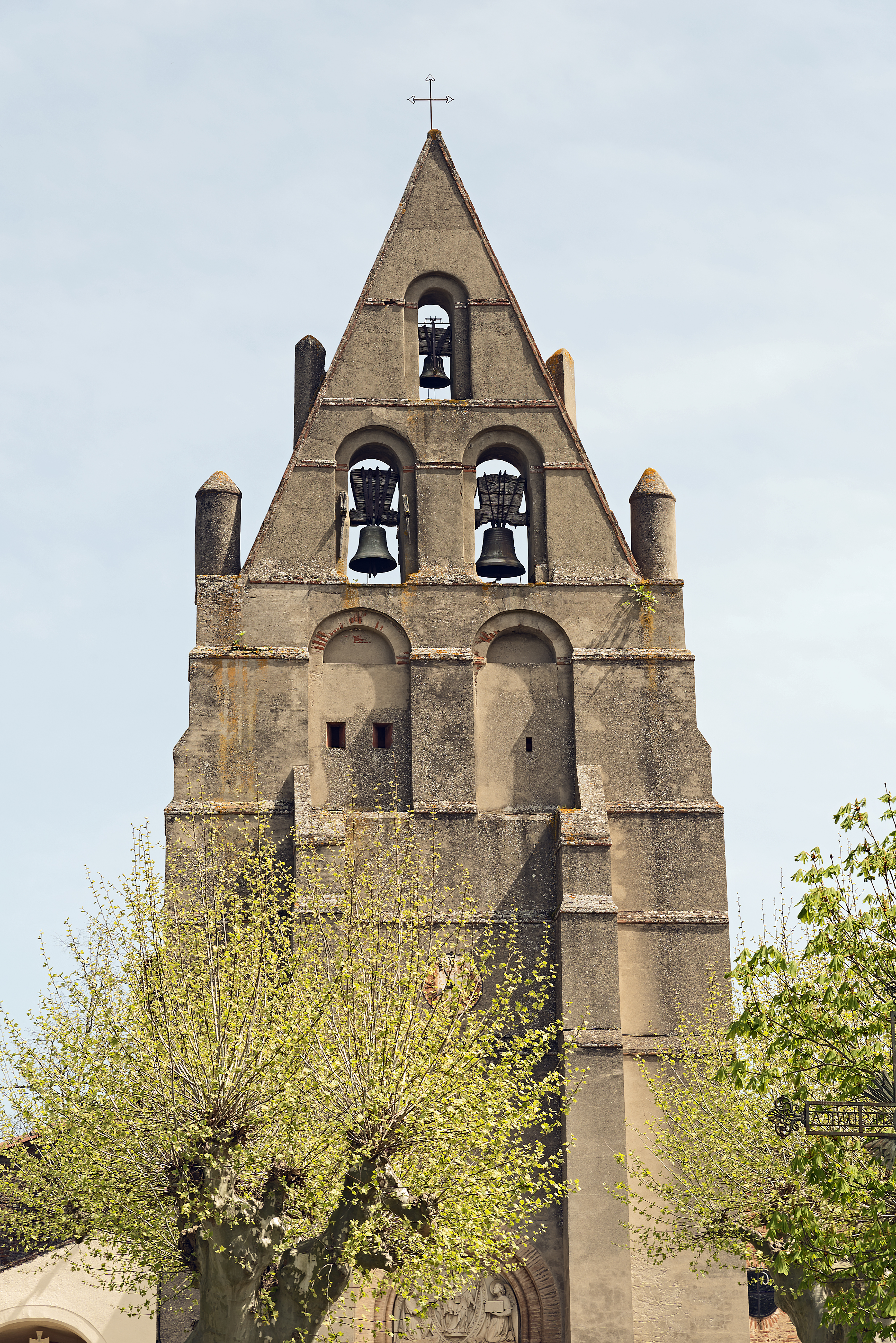
дзвіниця.
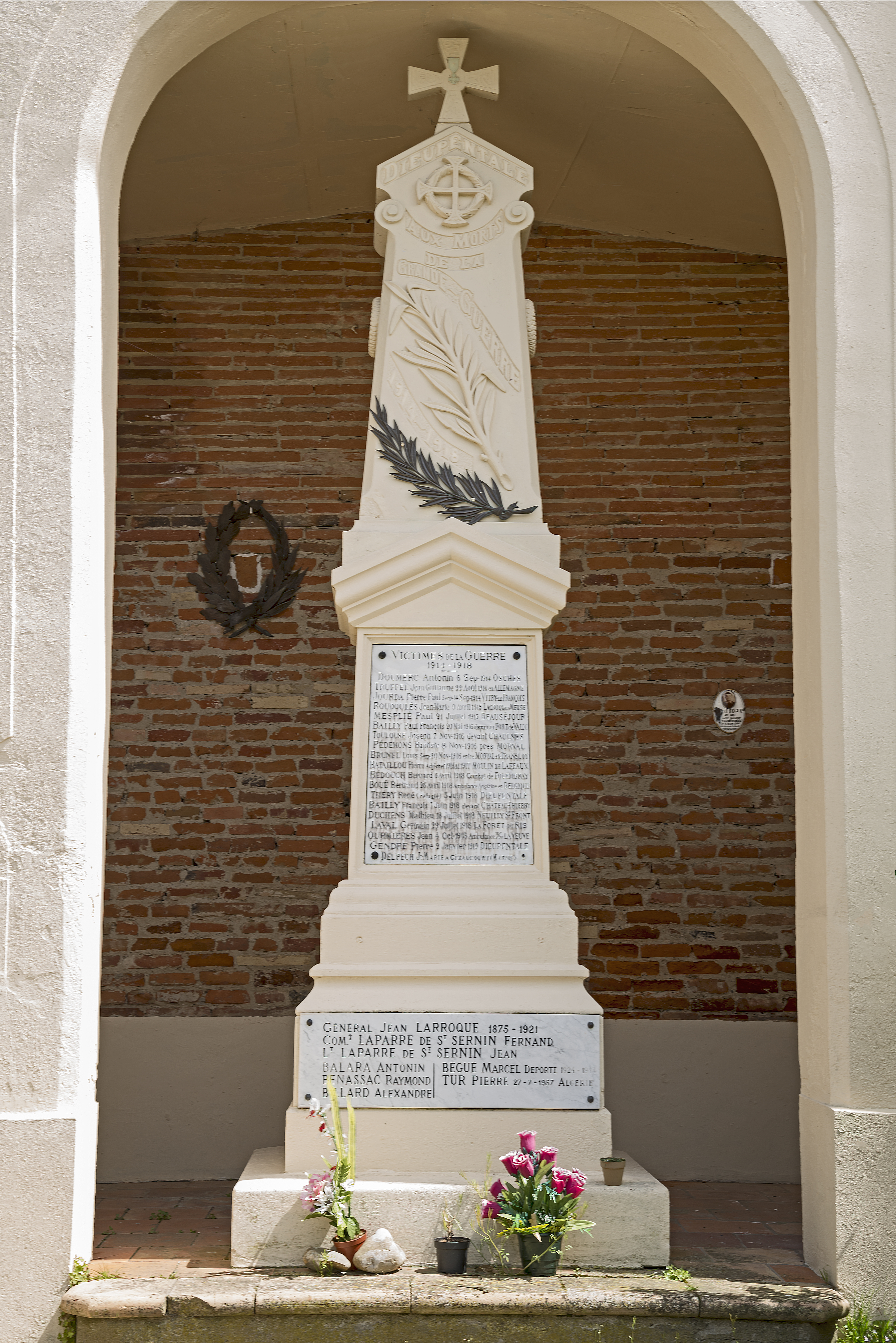
Військовий меморіал.
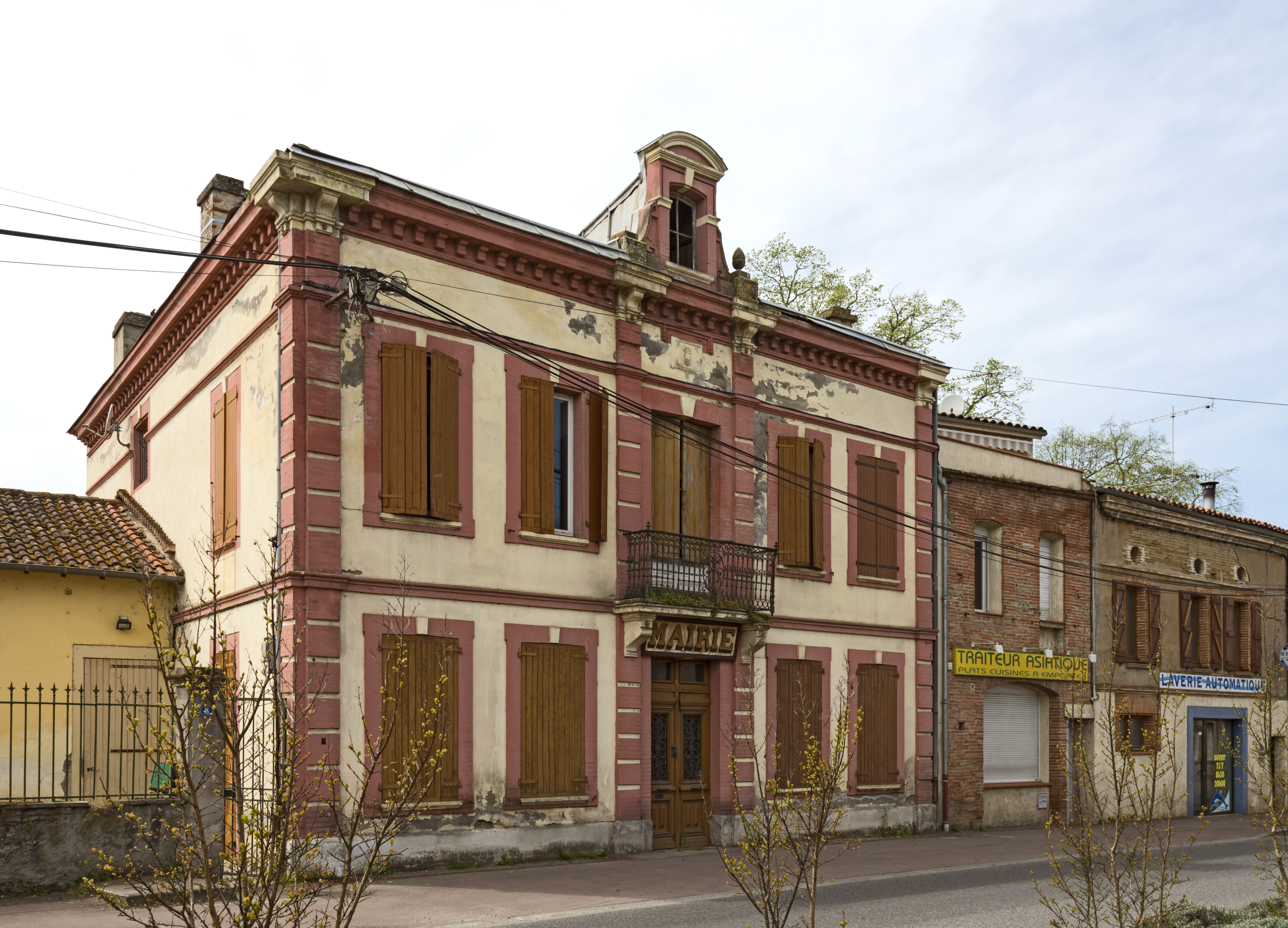
стара ратуша.